# China Open 2003
Die China Open 2003 im Badminton fand vom 11. bis zum 16. November 2003 in Guangzhou, Volksrepublik China, statt. Das Preisgeld betrug 250.000 US-Dollar.

## Sieger und Platzierte
| Disziplin    | Gold                        | Silber                      | Bronze                         |
| ------------ | --------------------------- | --------------------------- | ------------------------------ |
| Herreneinzel | Lin Dan                     | Wong Choong Hann            | Zhu Weilun                     |
| Herreneinzel | Lin Dan                     | Wong Choong Hann            | Peter Gade                     |
| Dameneinzel  | Zhou Mi                     | Gong Ruina                  | Wang Chen                      |
| Dameneinzel  | Zhou Mi                     | Gong Ruina                  | Xie Xingfang                   |
| Herrendoppel | Lars Paaske Jonas Rasmussen | Choong Tan Fook Lee Wan Wah | Cheng Rui Wang Wei             |
| Herrendoppel | Lars Paaske Jonas Rasmussen | Choong Tan Fook Lee Wan Wah | Cai Yun Fu Haifeng             |
| Damendoppel  | Gao Ling Huang Sui          | Yang Wei Zhang Jiewen       | Wei Yili Zhao Tingting         |
| Damendoppel  | Gao Ling Huang Sui          | Yang Wei Zhang Jiewen       | Hwang Yu-mi Lee Hyo-jung       |
| Mixed        | Zhang Jun Gao Ling          | Chen Qiqiu Zhao Tingting    | Michael Lamp Ann-Lou Jørgensen |
| Mixed        | Zhang Jun Gao Ling          | Chen Qiqiu Zhao Tingting    | Nathan Robertson Gail Emms     |

## Finalresultate
| Disziplin    | Sieger                      | Finalist                    | Ergebnis    |
| ------------ | --------------------------- | --------------------------- | ----------- |
| Herreneinzel | Lin Dan                     | Wong Choong Hann            | 17-16 15-12 |
| Dameneinzel  | Zhou Mi                     | Gong Ruina                  | 13-10 11-1  |
| Herrendoppel | Lars Paaske Jonas Rasmussen | Choong Tan Fook Lee Wan Wah | 15-12 15-10 |
| Damendoppel  | Gao Ling Huang Sui          | Yang Wei Zhang Jiewen       | 15-8 15-12  |
| Mixed        | Zhang Jun Gao Ling          | Chen Qiqiu Zhao Tingting    | 15-13 15-6  |